# PAL-V

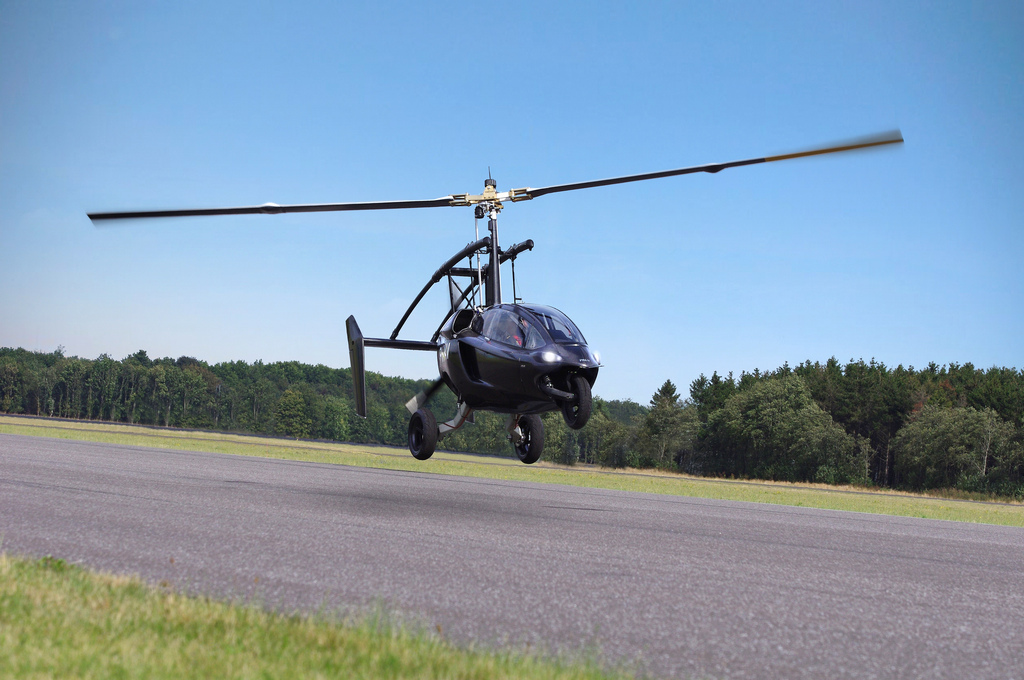
PAL-V ONE tijdens een landing

De PAL-V Liberty (Personal Air and Land Vehicle) is een compacte tweepersoons vliegende auto. De auto kan in vijf à tien minuten naar een autogiro worden omgebouwd.
Voor de besturing zijn een rijbewijs en een autogirovliegbrevet nodig. Bij privégebruik is dit laatste een private pilot licence (PPL).
De producent PAL-V International B.V. in Raamsdonksveer maakte in 2012 bekend dat een reeks succesvolle testvluchten is uitgevoerd. Jacob Bart was de piloot die de eerste vlucht heeft gemaakt.

## Ontwerp

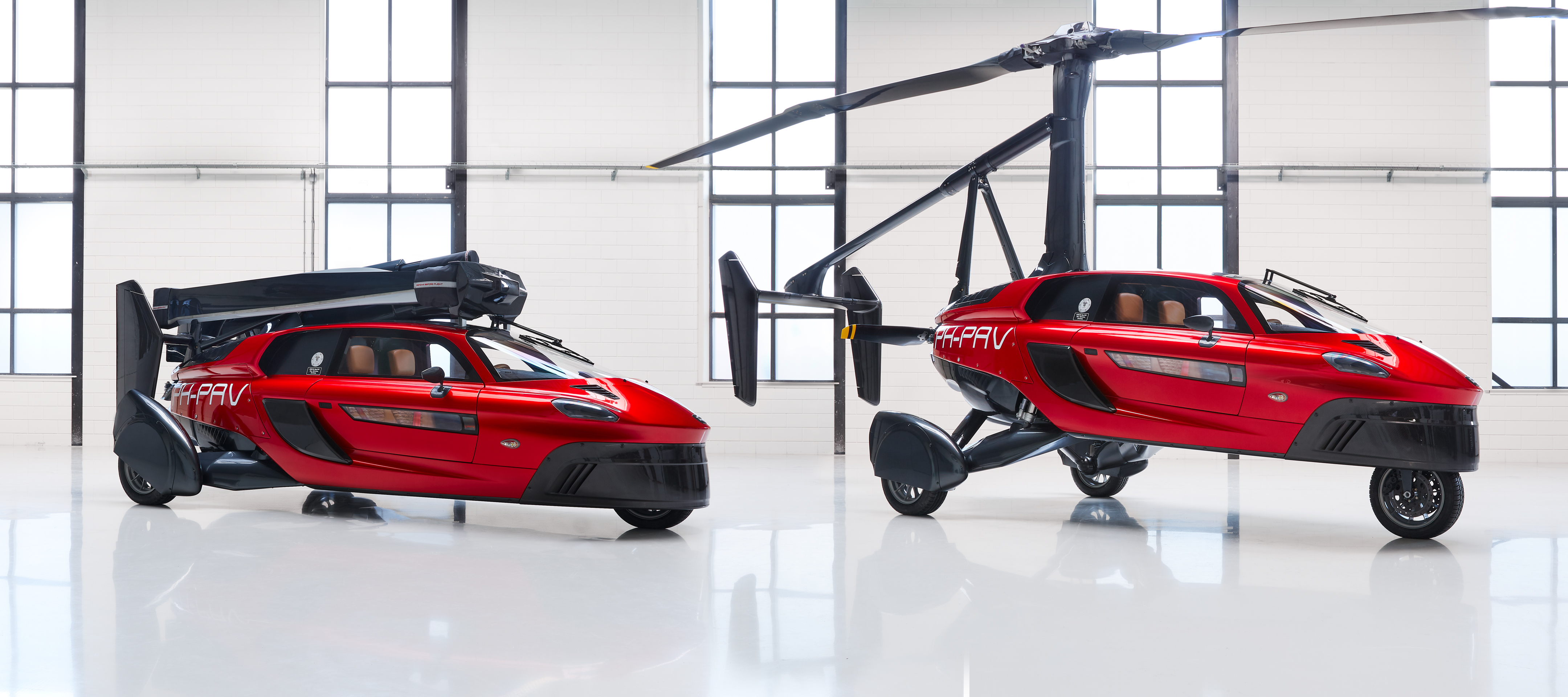
De PAL-V Liberty in Drive en Flight mode

Een voordeel van een autogiro ten opzichte van een vaste-vleugelvliegtuig is de lage start- en landingssnelheid. Ook de benodigde start- en landingsbaan is kort. De PAL-V heeft (ook bij een onverhoopte motorstoring) genoeg aan een landingsbaan van slechts 30 meter.
De keuze voor een autogiro in combinatie met een driewielonderstel maakt de transitie van voertuig naar autogiro redelijk eenvoudig, waardoor er relatief weinig wordt ingeleverd op zowel vlieg- als rijeigenschappen. 
Door de ingeklapte rotor op de cabine van de PAL-V ligt het zwaartepunt relatief hoog. Een hoog zwaartepunt is nadelig voor de rij-eigenschappen van een voertuig. Door tijdens de rijfase in een bocht naar de binnenkant van de bocht te kantelen (zoals een Carver voertuig) wordt dit nadeel ondervangen.
Als auto moet de PAL-V voldoen aan de voorschriften voor de openbare weg en beschikken over een typegoedkeuring voor gebruik op de weg. Als luchtvaartuig is het gebruik in het luchtruim van een land afhankelijk van de goedkeuring door de luchtvaartautoriteit van dat betreffende land.

## Geplande levering

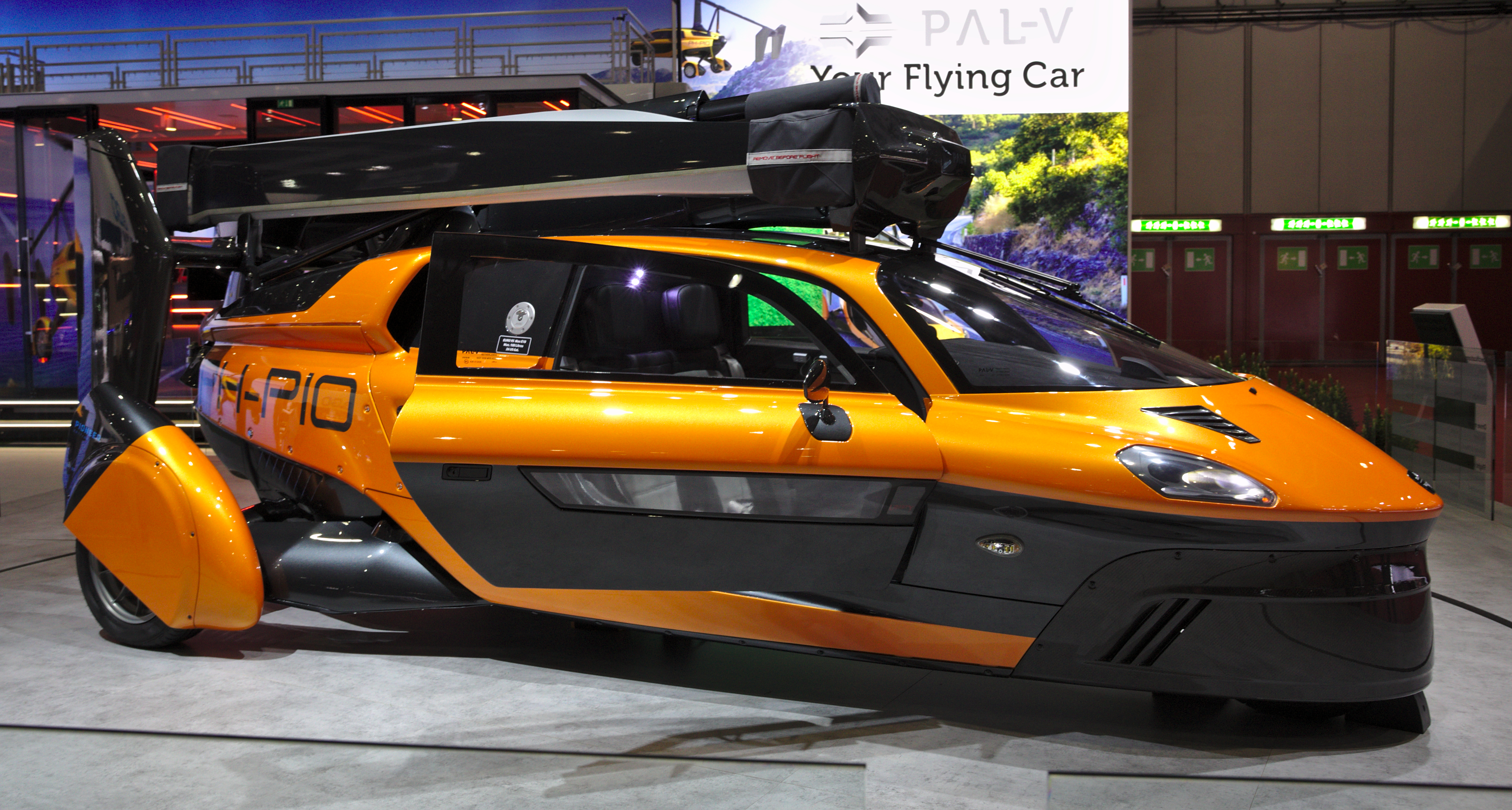
De PAL-V Liberty Pioneer edition

Het toestel is vanaf 2017 aangeboden in een beperkte "Pioneer edition" serie van 90 stuks. De prijs bedraagt € 600.000 voor de eerste versies. Daarna staat een basisversie in de planning die ongeveer € 350.000 gaat kosten.
Naar verwachting zal de Pal-V vanaf 2026 geleverd worden.

## Specificaties
| - Capaciteit: 2 personen - Leeggewicht: 664 kg - Maximaal startgewicht: 910 kg - Maximum bagagegewicht: 20 kg - Brandstof: Euro 95 - Tankcapaciteit: 100 liter | - Maximumsnelheid: 160 km/h - Acceleratie (0-100 km/h): <9 seconden - Vermogen: 100 pk - Grootte, L×B×H: 4 × 2 × 1,7 m - Actieradius: circa 1300 kilometer | - Kruissnelheid: 140 km/h - Maximumsnelheid: 180 km/h - Vermogen: 200 pk - Grootte, exclusief rotor: L×B×H: 6,1 × 2 × 3,2 m - Rotordiameter: 10,75 m - Maximale hoogte: 3500 m - Lengte van benodigde startbaan: 180 m - Lengte van benodigde landingsbaan: 30 m - Actieradius: tussen 400 en 500 kilometer - Voortstuwing: propeller aan de achterzijde |

## Trivia
- In 2008 maakte het KLPD bekend dat het de aanschaf van een aantal PAL-V's overweegt.[1]
- Het kost tussen de 30 en 40 vlieguren (exclusief theorie) om een autogirobrevet te halen.[4]